# Aphis nepetae
Aphis nepetae är en insektsart som beskrevs av Johann Heinrich Kaltenbach 1843. Aphis nepetae ingår i släktet Aphis och familjen långrörsbladlöss. Inga underarter finns listade i Catalogue of Life.